# Ampelisca vervecei
Ampelisca vervecei är en kräftdjursart. Ampelisca vervecei ingår i släktet Ampelisca och familjen Ampeliscidae. Inga underarter finns listade i Catalogue of Life.